# 埃里克·隆巴尔
埃里克·罗歇·皮埃尔·隆巴尔（法語： 法語發音：[eʁik lɔ̃baʁ]，1958年5月16日—）法国商人，政治家，现任经济、财政、工业和数字主权部部长。